# Felsenau (Bern)

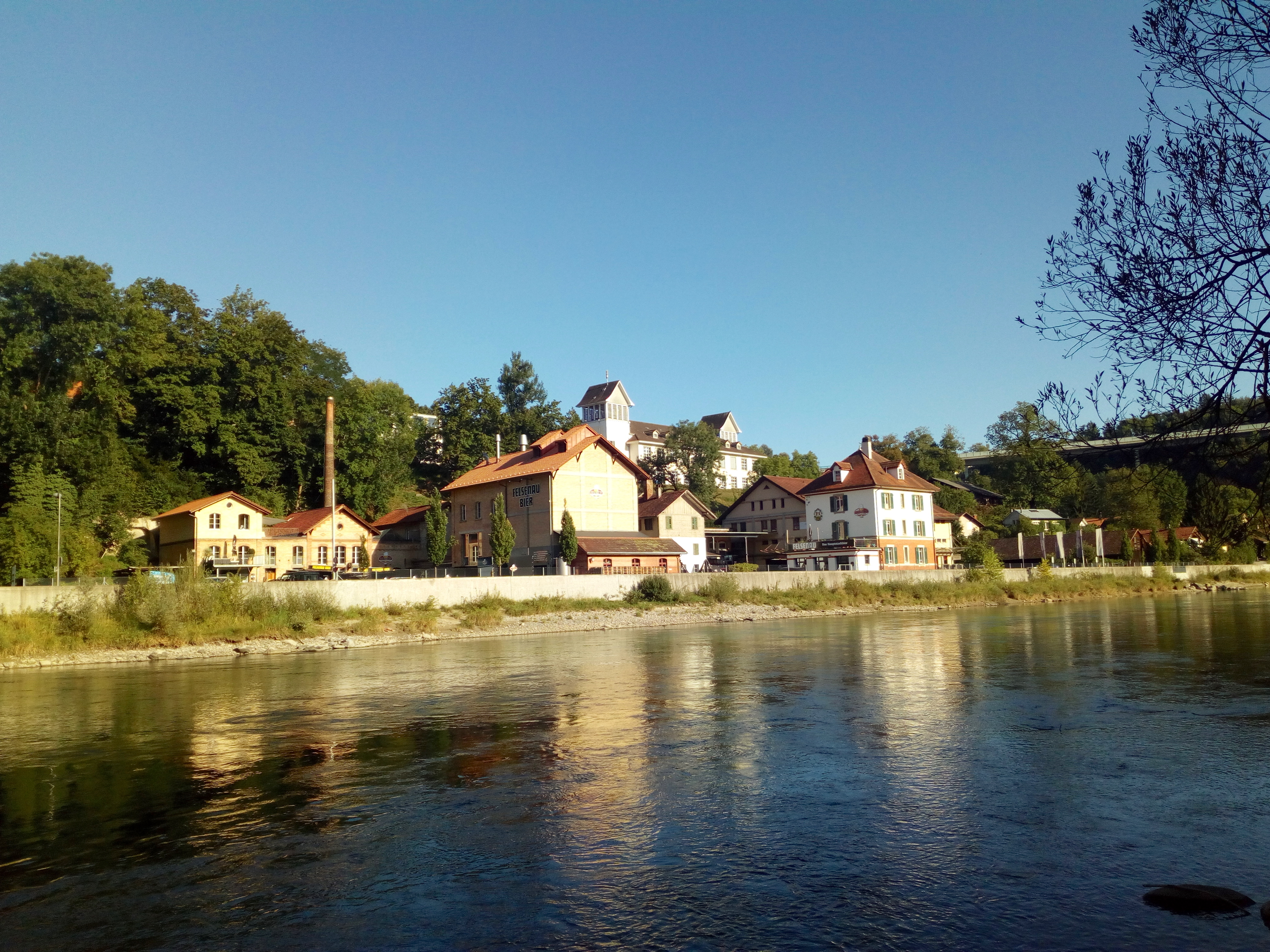
Brauerei Felsenau am Aareufer

Felsenau ist ein statistischer Bezirk und zugleich ein kleineres zugehöriges gebräuchliches Quartier auf der Engehalbinsel im Stadtteil II Länggasse-Felsenau.
Zum nördlichsten statistischen Bezirk von Bern gehören ausserdem noch Aaregg, Äussere Enge, Hintere Engehalde, der Kleine Bremgartenwald, Rossfeld und Tiefenau. Im Norden und Osten bildet die Aare die Grenze.
Im Jahr 2022 lebten im statistischen Bezirk 3830 Einwohner, davon 3100 Schweizer und 730 Ausländer. Im kleineren gebräuchlichen Quartier wurden 709 Einwohner, davon 646 Schweizer und 63 Ausländer, angegeben.
Im statistischen Bezirk liegen das Tiefenauspital, die Stiftung Schulungs- und Wohnheime Rossfeld, welche die berufliche und persönliche Integration von Menschen mit einer körperlichen Behinderung fördert, sowie das Kraftwerk Felsenau. Im gebräuchlichen Quartier befinden sich die Technische Fachschule Bern und das Gelände der Brauerei Felsenau.
Das gebräuchliche Quartier wird durch eine Wohnbebauung in Form von Ein- und Mehrfamilienhäusern bestimmt.
Die städtische Buslinie 21 verbindet das Quartier mit dem Zentrum. Auch die RBS verbindet mittels S-Bahn die Bahnhöfe Bern-Tiefenau und Bern-Felsenau mit dem Bahnhof Bern.